# Real Club Deportivo Córdoba
El Real Club Deportivo Córdoba fou un club de futbol de la ciutat de Còrdova, a Andalusia.
Va ser fundat el 1929 amb el nom de Racing Fútbol Club després de la fusió de dos clubs de la ciutat: el Sporting Fútbol Club (1920) i la Sociedad Deportiva Electromecánicas. L'any 1939 canvià el seu nom a Club Deportivo Córdoba, afegint el títol de Real el 1944. L'any 1954 va desaparèixer per deutes. En el seu lloc aparegué un nou club, el Córdoba CF.